# Кольонія-Грабостув
Кольонія-Грабостув (пол. Kolonia Grabostów) — село в Польщі, у гміні Зелюв Белхатовського повіту Лодзинського воєводства.
У 1975-1998 роках село належало до Пйотрковського воєводства.